# Dietramszell
Dietramszell là một đô thị in the county of Bad Tölz-Wolfratshausen bang Bayern nước Đức. Đô thị Dietramszell có diện tích km², dân số thời điểm ngày 31 tháng 12 năm 2006 là 5274 người.